# Ichneumon pteromajus
Ichneumon pteromajus är en stekelart som beskrevs av Théobald 1937. Ichneumon pteromajus ingår i släktet Ichneumon och familjen brokparasitsteklar. Inga underarter finns listade i Catalogue of Life.